# Cinta (armas de fuego)

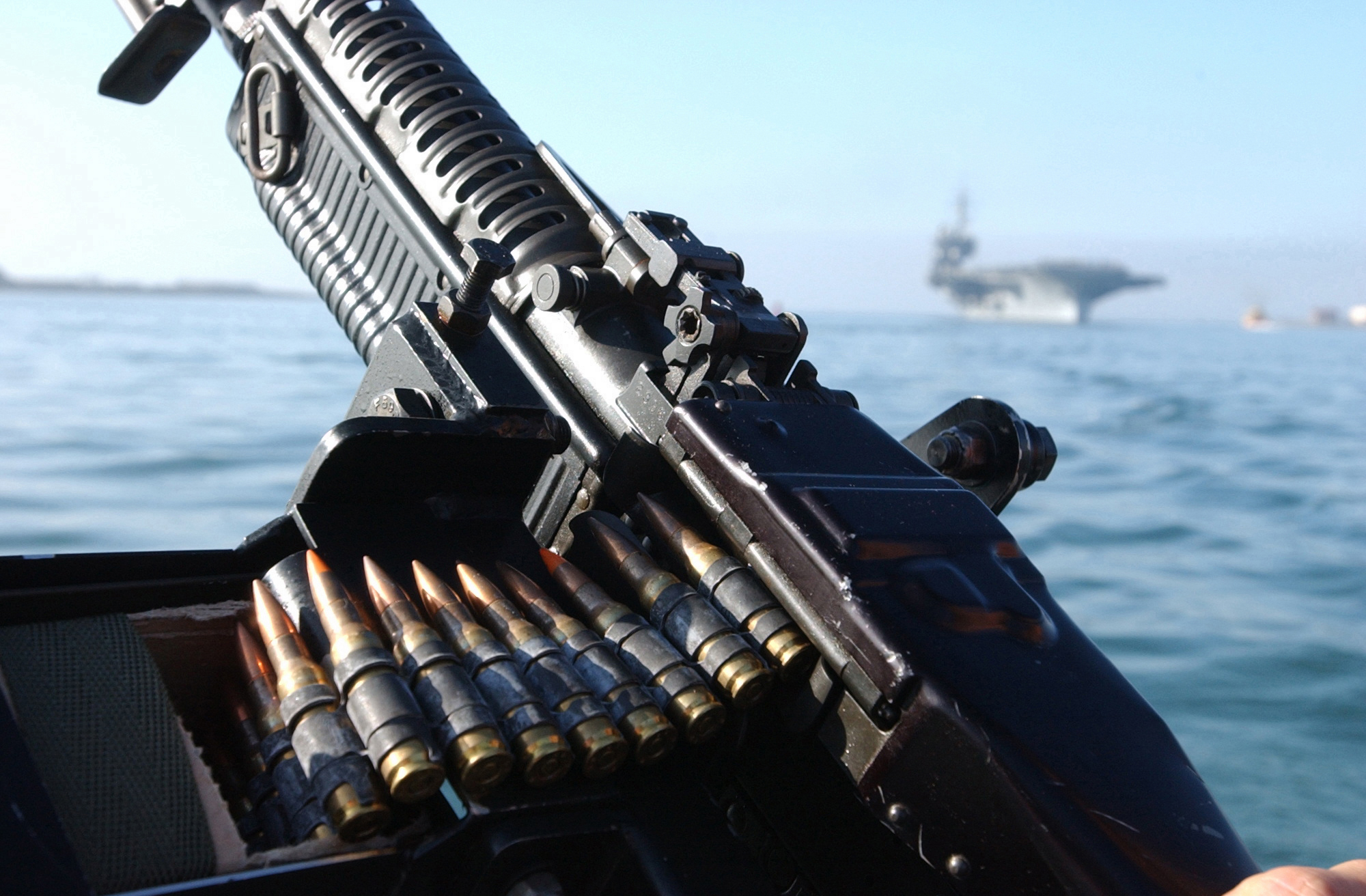
Acercamiento de la Cinta Desintegrable M13 de una ametralladora M60 cargada con cartuchos 7,62 x 51 OTAN, a bordo de una lancha patrullera de la U.S. Navy.

Una cinta de municiones es un dispositivo para las armas de fuego usado para contener y alimentar cartuchos, usada por lo general en las armas automáticas, como las ametralladoras. Los sistemas de alimentación por cinta minimizan la relación del peso entre el sistema de alimentación con respecto al arma completa, y permiten fuego continuo sin la necesidad de realizar frecuentes cambios de cargadores. La capacidad de la cinta y de su contenedor es típicamente una relación de peso y volumen, y su tamaño está limitado por el calibre y la portabilidad combinada del arma y las municiones. La capacidad más común de un arma portable por un solo hombre varía entre 50 y 300 cartuchos.

## Variantes

### Teja de alimentación

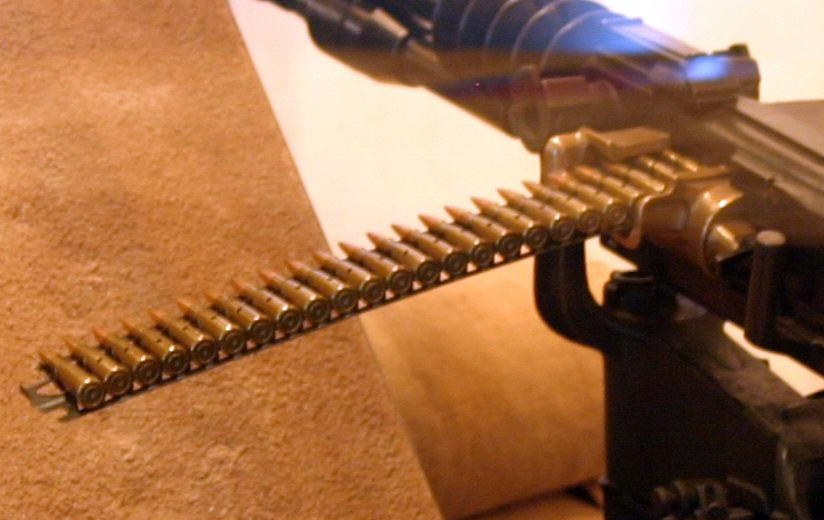
Teja de alimentación de 8mm Lebel en una ametralladora Hotchkiss M1914.

La «teja de alimentación», o simplemente «teja» (también conocida como «bandeja de alimentación») se diseñó inicialmente en 1895, sobre la base de los trabajos del capitán Baron Adolf Odkolek von Ujezda de Viena, Austria. Una teja es una bandeja simple de metal rígido (generalmente acero o latón) que suelen contener de 24 a 30 cartuchos en una hilera. La teja se carga en un costado del arma y, a medida que se extraen los cartuchos y se disparan del arma, la bandeja se mueve gradualmente hacia el otro lado hasta que cae cuando está vacía, después de lo cual se inserta una nueva. En este sentido, es similar a un peine en bloque. El sistema de carga de «tejas de alimentación» comenzó con los diseños de ametralladoras Hotchkiss, más notablemente la Hotchkiss M1914. Las ametralladoras Hotchkiss fueron utilizados por los principales ejércitos como los de Estados Unidos, el Reino Unido y los franceses a lo largo de la Primera Guerra Mundial, y durante algún tiempo después de ésta. Sin embargo, los mecanismos de teja se mantuvieron en uso en otros ejércitos, siendo las más notables las ametralladoras japonesas Tipo 3 y Tipo 92, usadas hasta el final de la Segunda Guerra Mundial.

### «Teja» articulada
Aunque las tejas de alimentación fueron reemplazadas en la mayoría de los ejércitos por ametralladoras que usan cintas o cargadores, el diseño de la teja de alimentación de Hotchkiss fue pionero en un mecanismo de cinta de 50 cartuchos, compuesto por piezas articuladas de metal unidas, parecidas a las cintas de alimentación. El diseño de la cinta articulada Hotchkiss se remonta a 1896.

### Desintegrable

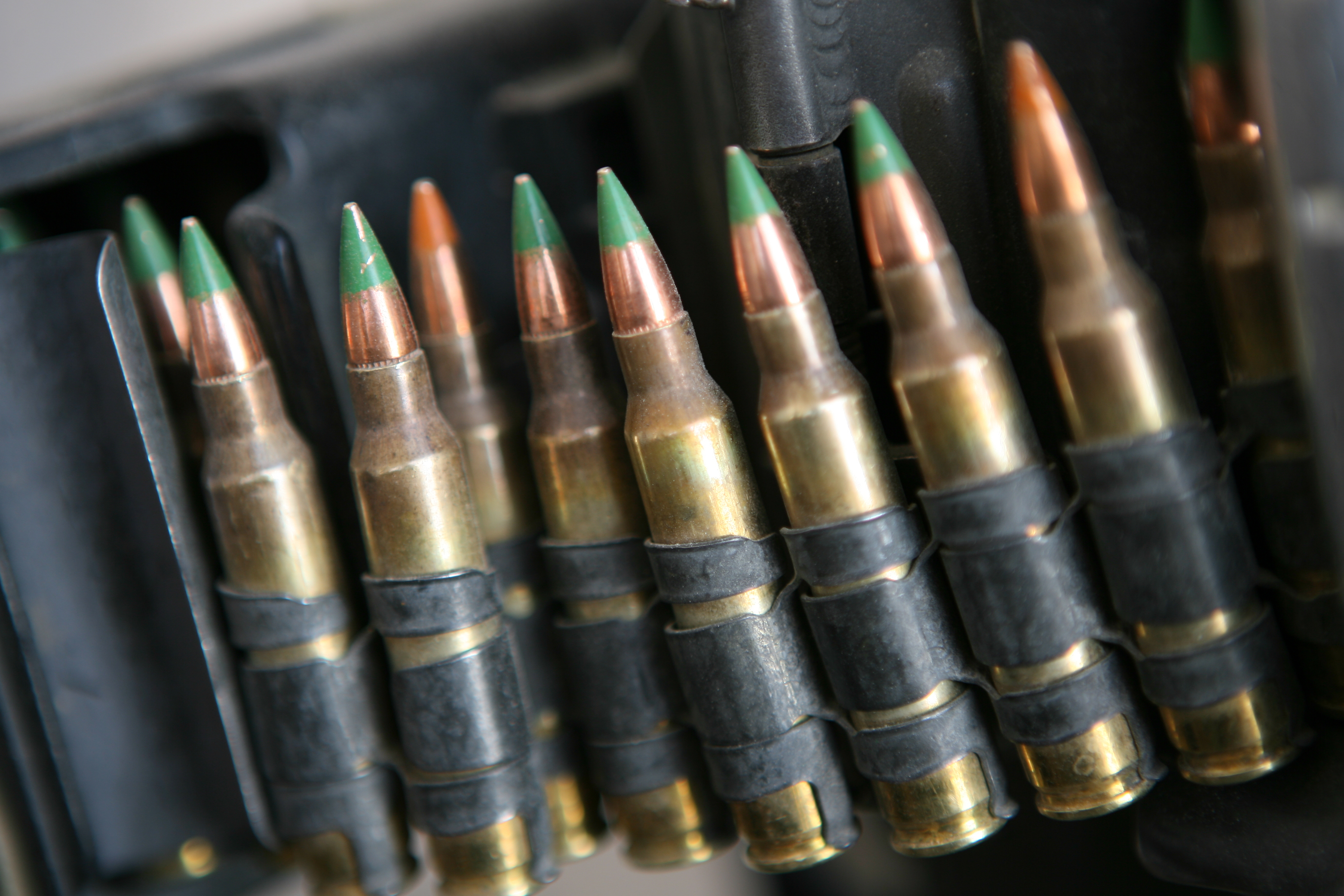
Una cinta desintegrable M27 cargada con munición de 5,56 × 45 mm OTAN M855 y trazadora M856, alimentando una ametralladora ligera M249.

Muchas cintas de munición modernas utilizan eslabones que se desintegran. Los eslabones que se desintegran retienen un solo cartucho cada uno, y se articulan con el cartucho anterior. Cuando el primer cartucho se quita de la cinta y se introduce en el sistema de alimentación o la recámara, el eslabón que la sostiene se expulsa y el eslabón que sostiene el cartucho siguiente se desarticula. Muchos diseños de cintas desintegrables permiten que dos cintas se conecten mediante un cartucho, y esto aplica incluso a las cintas que no son desintegrables. Cuando lo hace el artillero asistente en combate, unir una cinta nueva al extremo de la cinta que ya está alimentando el arma permite un disparo continuo sin la necesidad de abrir la bandeja de alimentación y recargar.

### Reutilizable

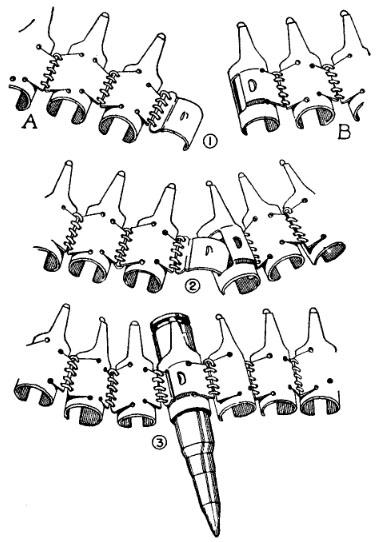
Método de unión de los eslabobes metálicos reutilizables de las cintas de municiones alemanas para ametralladoras.

Este tipo de cinta consta de un diseño que se puede reutilizar, ya que no se deshace durante el funcionamiento. Esta se encuentra sólo en unos pocos tipos de ametralladoras, como la DShK soviética, RPD, PK, la rusa RPL-20, PKP Pecheneg, las alemanas MG 34, MG 42, y MG 3, la china QJY-88 y la británica Vickers, que usaba una cinta de lona reforzada con remaches y placas de latón. Podría decirse que los precursores de la ametralladora alimentada por cinta fueron el fusil Cass, patentado en 1848, y el fusil de repetición Treeby, patentado en la década de 1850. Las cintas se componían originalmente de lona o tela con «bolsillos» espaciados uniformemente para permitir que la cinta se introdujera mecánicamente en el arma. Estos diseños eran propensos a sufrir bloqueos debido a que los efectos del aceite y otros contaminantes alteraban la lona de la cinta. Si se saturaban de agua, las cintas de lona, incluidos las partes que sostienen los cartuchos, se encogían y el mecanismo del arma no podía extraer los cartuchos de la cinta. Los diseños posteriores de cintas utilizaron eslabones metálicos conectados permanentemente para sostener los cartuchos, y las armas que originalmente usaban cintas de lona como la ametralladora Vickers se usaron con este modelo más confiable. Estas cintas eran más tolerantes a la exposición a solventes y aceite. A pesar de ser un sistema más eficiente, se utilizan pocas, posiblemente debido al costo y trabajo adicionales. Las cintas reutilizables a menudo vienen en tramos de longitud limitada conectadas por un eslabón desintegrable, y después de pasar a través del arma la cinta, ya sin cartuchos, cae al piso, lo que limita la longitud de la cinta usada que cuelga del arma a no más de un tramo. Muchas ametralladoras diseñadas para usar cintas de lona o de eslabón metálico reutilizable cuentan con máquinas para recargar automáticamente estas cintas con cartuchos sueltos o por medio de peines. En uso durante la Primera Guerra Mundial, los cargadores permitieron que las cintas de munición se reciclaran rápidamente para permitir un fuego prácticamente continuo.

## Variantes de alimentación

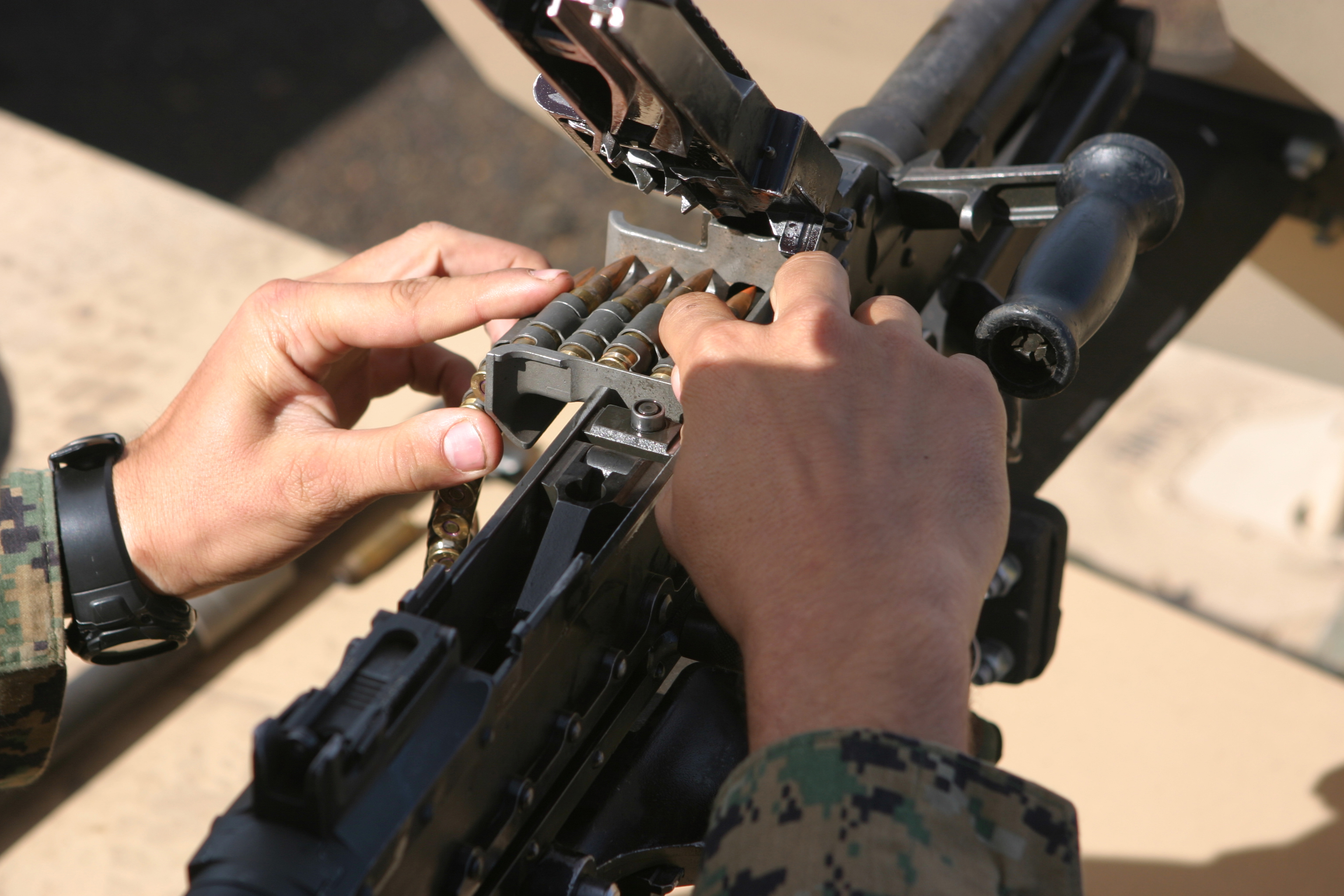
Un Marine inserta una cinta de municiones con eslabones M13 en la bandeja de alimentación de la ametralladora de propósito general M240G.

### Extraer-Empujar
Se encuentra principalmente en las primeras ametralladoras. El sistema de alimentación de cartuchos de extracción y empuje hace que el cartucho se retire de la cinta hacia atrás y luego se lo empuja hacia adelante directamente a la recámara. Algunos ejemplos son la Darne mle 1922, Browning 1919, Browning M2, Maxim y Vickers. Entre las ametralladoras modernas que usan este sistema se encuentran la familia PK, donde su uso es obligatorio por el reborde que posee el cartucho 7,62 × 54 mm R, lo que hace que sea casi imposible extraer el cartucho de la cinta hacia adelante.

### Empujar
Se encuentra en la mayoría de las ametralladoras modernas. El sistema de alimentación de cartucho por empuje hace que el cartucho se empuje directamente hacia adelante, desde la cinta al interior de la recámara. Algunos ejemplos son las cintas no desintegrables «Patronengurt 33, 34 o 34/41» usadas por las MG 34 y MG 42, y su derivado, el «Patronengurt DM1» utilizado por la MG 3, cuyos sistemas de alimentación se basaron en el empuje directo del cartucho de la cinta hacia la recámara del arma. En consecuencia, el eslabón tenía que ser del tipo semiabierto, para permitir el movimiento del cerrojo a través del mismo. Muchas ametralladoras modernas usan o pueden usar el eslabón M13 del tipo semiabierto desintegrable para el cartucho 7,62 × 51 mm OTAN, o el eslabón M27 para el 5,56 × 45 mm OTAN.

### Externo
Algunas armas como la M134 Minigun y otras basadas en su diseño, utilizan un mecanismo híbrido para extraer los cartuchos de la cinta desintegrable y colocarlos en un sistema de alimentación sin eslabones, o un sistema especializado para extraer los eslabones permitiendo así una alimentación más confiable a cadencias de fuego extremas. Las ametralladoras de infantería modernas a menudo tienen sistemas de alimentación que permiten el uso de munición eslabonada, así como otras formas de alimentación tales como cargadores o tambores. En algunos casos, como la FN Minimi/M249 y la IMI Negev, el sistema de alimentación no requiere modificación para disparar con cualquiera de los sistemas de alimentación. Otros diseños, como los diseños basados en la Heckler & Koch HK21 o MG34, requieren el intercambio de piezas modulares para permitir la alimentación por cinta o sistemas alternativos. Debido a la falta de protección proporcionada por la cinta, las armas de infantería alimentadas por ésta suelen utilizar un contenedor flexible o rígido para mantener la cinta en el arma. En algunos diseños, como la MG3, el contenedor de la cinta parece ser un cargador que causa cierta confusión a las personas que no están familiarizadas con el diseño.

## Dispositivo contenedor

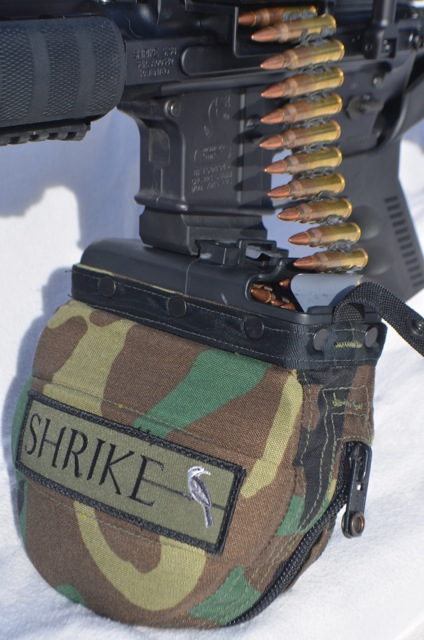
La bolsa portacintas para cinta de 200 cartuchos de la M249, unida a una Ares Shrike 5.56 a través de un bloque adaptador de cargador.

Las cintas flexibles tienden a colgar hacia abajo por la gravedad y sacudirse aleatoriamente con el retroceso durante el disparo continuo, y puede doblarse/plegarse y causar fallas en la alimentación. Las cintas que cuelgan libremente también pueden ensuciarse con la exposición a los elementos, entorpecer su manejo y enredarse con otros objetos, especialmente cuando el tirador intenta maniobrar. Para minimizar tales problemas, las cintas de municiones a veces se llevan en contenedores diseñados para ser conectados al arma de fuego, ya sea insertándolos como un cargador de tambor o simplemente montados convenientemente a un lado (para sistemas de armas más grandes). Cuando se cargan municiones, un extremo de la cinta se saca a través de una abertura en el contenedor y se inserta en el arma normalmente, saliendo la cinta del contenedor de manera controlada. Estos contenedores también suelen tener una barra de apoyo/guía que permite que la cinta entre en el arma en un ángulo óptimo (más perpendicular), en lugar de inclinarse bruscamente.